# Helvella solitaria
Helvella solitaria är en svampart som beskrevs av P. Karst. 1871. Helvella solitaria ingår i släktet Helvella och familjen Helvellaceae.  Arten är reproducerande i Sverige. Inga underarter finns listade i Catalogue of Life.